# Gare de Pleyber-Christ
Gare de Pleyber-Christ – stacja kolejowa w Pleyber-Christ, w departamencie Finistère, w regionie Bretania, we Francji.
Jest stacją Société nationale des chemins de fer français (SNCF), obsługiwaną przez pociągi TER Bretagne.